# Francis Xavier Lu Xinping
Francis Xavier Lu Xinping (Haimen, 1963) è un arcivescovo cattolico cinese, dal 20 aprile 2005 arcivescovo metropolita di Nanchino, consacrato senza mandato pontificio.

## Biografia
Nato a Haimen nel 1963, ha studiato presso il seminario arcivescovile di Shangai.
È stato ordinato presbitero il 24 ottobre 1989.

### Ministero episcopale
Il 6 gennaio 2000 è stato consacrato, senza il mandato pontificio, vescovo coadiutore dell'arcidiocesi di Nanchino.
Il 20 aprile 2005, alla morte del suo predecessore, è divenuto arcivescovo metropolita di Nanchino senza consenso pontificio.
Nel 2007 ha inviato una lettera alla Santa Sede, attraverso la nunziatura apostolica, per richiedere perdono, ma non è stato riconosciuto come ordinario legittimo dunque la sede è vacante.

## Genealogia episcopale
La genealogia episcopale è:
- Cardinale Scipione Rebiba
- Cardinale Giulio Antonio Santori
- Cardinale Girolamo Bernerio, O.P.
- Arcivescovo Galeazzo Sanvitale
- Cardinale Ludovico Ludovisi
- Cardinale Luigi Caetani
- Cardinale Ulderico Carpegna
- Cardinale Paluzzo Paluzzi Altieri degli Albertoni
- Papa Benedetto XIII
- Papa Benedetto XIV
- Papa Clemente XIII
- Cardinale Marcantonio Colonna
- Cardinale Giacinto Sigismondo Gerdil, B.
- Cardinale Giulio Maria della Somaglia
- Cardinale Carlo Odescalchi, S.I.
- Cardinale Costantino Patrizi Naro
- Cardinale Serafino Vannutelli
- Cardinale Domenico Serafini, Cong. Subl. O.S.B.
- Cardinale Pietro Fumasoni Biondi
- Cardinale Antonio Riberi
- Arcivescovo Ignatius P'i-Shu-Shih
- Vescovo Joseph Zhong Huai-de
- Vescovo Joseph Liu Yuanren
- Arcivescovo Francis Xavier Lu Xinping